# Nok Air
Nok Air Plc. (thailändisch นกแอร์) ist eine thailändische Billigfluggesellschaft mit Sitz in Bangkok und Basis auf dem Flughafen Bangkok-Don Mueang.

## Geschichte
Nok Air wurde am 10. Februar 2004 als Sky Asia Co., Ltd. gegründet. Am 16. Januar 2006 wurde Sky Asia in Nok Airlines Co., Ltd. umbenannt. Die Fluggesellschaft ist ein Beteiligungsunternehmen mit sowohl öffentlichen als auch privaten Investoren. Nok (นก) bedeutet im thailändischen Vogel und soll Freundschaft sowie die Freiheit zu reisen verkörpern. Die Flugzeuge tragen unterschiedliche, farbenfrohe Lackierungen, die jeweils einen Vogel darstellen.
Gemeinsam mit Scoot wurde die Tochterfluggesellschaft NokScoot gegründet, die am 5. Mai 2015 den Flugbetrieb aufnahm. NokScoot stellte am 26. Juni 2020 aufgrund der COVID-19-Pandemie den Betrieb ein.
Anteilseigner der Nok Air sind Thai Airways International (39,2 %), Aviation Investment International Limited (10 %), CPB Equity Company Limited (4,8 %), Mr. Patee Sarasin, Siam Commercial Bank, King Power International Company Limited und Mr. Supapong Asvinvichit mit jeweils 4 %, Citigroup Global Markets Limited (1,3 %) sowie Social Security Office und Provident Fund of Electricity Generating Authority of Thailand mit jeweils 0,5 %.
Am 30. Juli 2020 meldete Nok Air u. a. aufgrund der COVID-19-Pandemie Insolvenz an. Der Flugbetrieb wurde jedoch vermindert aufrechterhalten. Es wurden Maschinen vorübergehend stillgelegt sowie Flugzeuge des Typ De Havilland DHC-8-400 aus der Flotte genommen.

## Flugziele
Stand April 2025 bedient Nok Air insgesamt 20 Flugziele, davon 15 nationale und 5 internationale. Der Großteil der Flüge startet vom Flughafen Don Mueang in Bangkok.
Innerhalb Thailands werden Ziele in verschiedenen Regionen angeflogen:
Im Norden sind dies Chiang Mai, Chiang Rai, Mae Sot und Nan. Zudem bestehen Verbindungen von Chiang Mai nach Udon Thani und Ubon Ratchathani.
In der Nordostregion fliegt Nok Air Sakon Nakhon, Udon Thani und Ubon Ratchathani an.
Im zentralen Teil des Landes gehört Phitsanulok zum Streckennetz.
Der Süden wird durch die Ziele Trang, Nakhon Si Thammarat, Phuket, Surat Thani, Hat Yai, Krabi und Chumphon abgedeckt.
International werden drei Städte in China – Nanjing, Nanning und Zhengzhou – sowie zwei Ziele in Indien, Mumbai und Hyderabad, bedient.

## Flotte

### Aktuelle Flotte

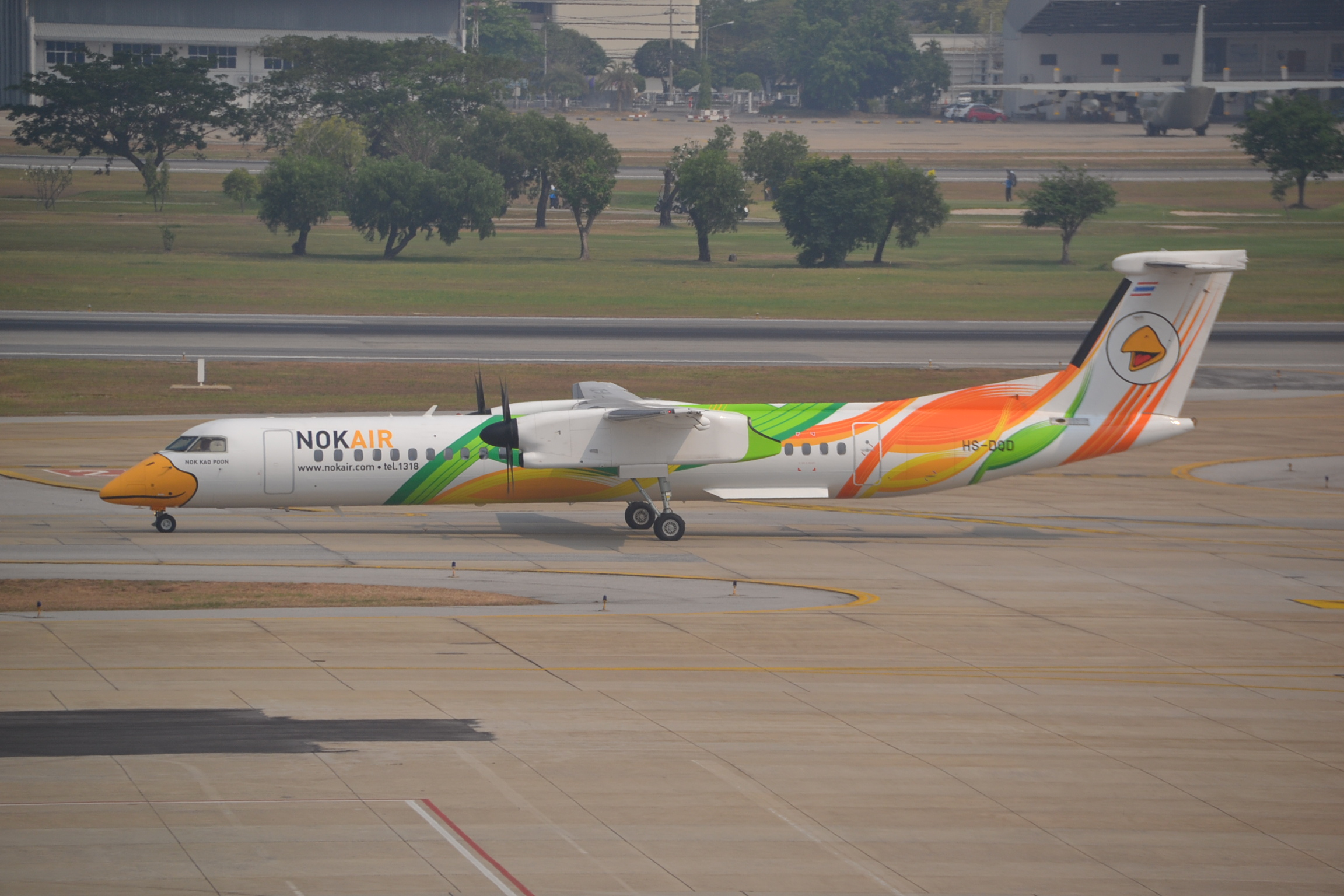
De Havilland DHC-8-400 der Nok Air

Mit Stand April 2025 besteht die Flotte der Nok Air aus 14 Flugzeugen mit einem Durchschnittsalter von 10,9 Jahren:
| Flugzeugtyp    | Anzahl | geparkt | bestellt | Anmerkungen               | Sitzplätze | Durchschnittsalter |
| -------------- | ------ | ------- | -------- | ------------------------- | ---------- | ------------------ |
| Boeing 737-800 | 14     | 5       |          | mit Winglets ausgestattet | 189        | 10,9 Jahre         |
| Gesamt         | 14     |         |          |                           |            | 10,9 Jahre         |

Im März 2019 wurde von den thailändischen Behörden ein Flugverbot für die Boeing 737 Max 8 verhängt und die bestellten sechs Maschinen nicht ausgeliefert.

### Ehemalige Flugzeugtypen
- ATR 72
- De Havilland DHC-8-400

## Zwischenfälle
- Am 7. Februar 2020 ereignete sich auf dem Flughafen Don Mueang während eines Schleppvorgangs ein tödlicher Unfall, bei dem die Schleppstange brach und das Schleppfahrzeug von einer Boeing 737-800 der Nok Air überrollt wurde. Der Fahrzeugführer starb.[11]